# Ca l'Aleix (Artesa de Lleida)
Ca l'Aleix és una obra d'Artesa de Lleida (Segrià) protegida com a Bé Cultural d'Interès Local.

## Descripció
Edifici entre mitgeres de dues plantes i la coberta a dues vessants. Aquesta casa és el resultat de l'addició de dues cases. La façana presenta elements singulars de pedra, té la porta principal descentrada amb arc de mig punt i dos obertures al pis superiors que no segueixen els eixos de la planta baixa.